# Antonín Brousek
Antonín Brousek (ur. 1941, zm. 2013) – poeta czeski.

## Życiorys
Antonín Brousek urodził się 25 września 1941 roku w Pradze, w rodzinie urzędniczej. Ukończył jedenastoletnią szkołę i zdał maturę w 1958 roku. Następnie studiował filologię czeską i rosyjską na Uniwersytecie Karola, studiów jednak nie ukończył. We wrześniu 1969 roku wyjechał na stypendium zagraniczne, z którego już nie wrócił do Czechosłowacji. Na emigracji studiował slawistykę, germanistykę i literaturę porównawczą w Tybindze i w Berlinie. Miał żonę, Markétę. Zmarł 1 maja 2013 w miejscowości Jindřichův Hradec.

## Twórczość
Antonín Brousek debiutował w roku 1958 w czasopiśmie "Univerzita Karlova". Tworzył poezje i teksty krytycznoliterackie. Wydał między innymi książki Spodní vody (1963), Netrpělivost (1966), Nouzový východ (1969), Kontraband (1975) i Zimní spánek (1980).